# Raghuva albipunctella
Raghuva albipunctella là một loài bướm đêm trong họ Noctuidae.